# Ineke Tigelaar
Willemina Hendrika Ineke Tigelaar (Hilversum, Países Bajos, 9 de octubre de 1945) es una nadadora retirada especializada en pruebas de estilo libre. Fue subcampeona de Europa en 400 metros libres durante el Campeonato Europeo de Natación de 1962.

## Palmarés internacional
| Campeonato Europeo de Natación | Campeonato Europeo de Natación | Campeonato Europeo de Natación | Campeonato Europeo de Natación |
| Año                            | Lugar                          | Medalla                        | Prueba                         |
| ------------------------------ | ------------------------------ | ------------------------------ | ------------------------------ |
| 1962                           | Leipzig ( Alemania)            | Medalla de plata               | 400 m libre                    |
| 1962                           | Leipzig ( Alemania)            | Medalla de oro                 | 4 × 100 m libres               |
| 1962                           | Leipzig ( Alemania)            | Medalla de plata               | 4 × 100 m estilos              |
| 1962                           | Leipzig ( Alemania)            | Medalla de bronce              | 100 m libres                   |